# Сьо Еі
Сьо Еі (яп. 尚 永; 1559 — 11 січня 1588) — 12-й ван Рюкю в 1572—1588 роках.

## Життєпис
Походив з Другої династії Сьо. Другий син вана Сьо Ґена. При народжені отримав титул принца Аоріяве. Спадкував трон 1572 року, оскільки Сансукан (рада трьох) відкинула претензію його зведеного брата Сьо Кохаку через незнатний стан матері. 1579 року Сьо Еі отримав від імперії Мін затвердження у ванстві.
Загалом продовжив політику попередників, намагаючись дістати допомогу від китайців у боротьбі з японськими піратами. Проте не зміг зарадити справі, не маючи військового флоту. За його панування починається економічна криза, зумовлена порушенням піратами торгівельних зв'язків. 1582 року відкинув вимогу японського правителя Хідейосі Тойотомі про визнання своєї зверхності.
Не маючи синів, усиновив свого зятя Сьо Неі, якого оголосив спадкоємцем трону. Помер 1588 року. Йому спадкував Сьо Неі.